# Севастополь (Казахстан)
Севасто́поль (каз. Севастополь) — село у складі Сарикольського району Костанайської області Казахстану. Адміністративний центр Севастопольського сільського округу.
Населення — 504 особи (2021; 850 у 2009, 1313 у 1999, 1771 у 1989).
2022 року до складу села було включено територію площею 2,38 км².